# Алексеј Бугајев
Алексеј Иванович Бугајев (рус. Алексе́й Ива́нович Буга́ев; 25. август 1981 — 29. децембар 2024) био је руски фудбалер.

## Клупска каријера
Бугајев је био фудбалер московских клубова Торпеда и Локомотиве, Тома из Томска, Химкија и Краснодара. Дипломирао је на Факултету за физичку културу. Фудбалску каријеру је завршио 2010. године.

## Репрезентативна каријера
Дебитовао је за репрезентацију Русије 2004. године, одигравши 90 минута у пријатељској утакмици против Аустрије која је завршила нерешеним резултатом. Затим је уврштен у тим на Европском првенству 2004. Није играо у поразу од Шпаније резултатом 1:0, али је одиграо свих 90 минута у поразу 0:2 од Португала и победи од 2:1. против Грчке. Одиграо је још три утакмице у квалификацијама за Светско првенство 2006, победа 4:0 против Луксембурга и Естоније и пораз од Португала 1:7. Његов последњи наступ за Русију је био у пријатељској утакмици против Италије 2005. године.

## Остало
Бугајев је 28. октобра 2023. ухапшен у Краснодару у поседу 495 грама мефедрона и очекивало се да ће бити оптужен за илегалну дистрибуцију дроге.
Бугајев је 24. септембра 2024. признао кривицу за дистрибуцију дроге и осуђен је на 9,5 година затвора. Док је био у затвору, покушао је да се пријави у војску да би служио у рату у Украјини.
Три месеца касније, 29. децембра 2024, Бугајев је убијен борећи се за Русију у Донбасу.

## Награде
- Суперкуп Русије: 2005.
- Премијер лига Русије треће место: 2005.